# Anton Amade de Várkony
Anton (Antal) Amade de Várkony (Bős, tegenwoordig Gabčíkovo, 25 november 1760 - Marcaltő, 1 januari 1835) was een Hongaarse graaf en oppergespan van Zagreb in Kroatië, heeft in 1797 het eerste openbare theater in Zagreb opgericht. Het theater, genaamd Amadeo's theater, werd door de graaf geleid tot de sluiting in 1834. Amadeo's theater bevond zich in de voormalige Blatna (Modder) en Kazališna (Theater) straat, later Demetrova genaamd. In het gebouw waarin het theater was gehuisvest bevindt zich tegenwoordig het Kroatisch Natuurwetenschappelijk Museum. Hier is ook, sinds het jaar 2000, 's zomers het theater- en muziekpodium Amadeo gehuisvest.
Na de sluiting van Amadeo's theater heeft graaf Amadeo zich teruggetrokken op zijn landgoed in Hongarije.